# 웃음물총새
웃음물총새(Laughing Kookaburra, 학명: Dacelo novaeguineae) 또는 웃음호반새는 호반새과에 속하는 육식성 새다. 호주 동부 원산으로 주로 유칼립투스 숲이나 시야가 트인 숲에서 서식한다. 사람의 웃음소리와 비슷한 큰 웃음소리를 내는 것으로 유명하다.